# Repaglinide
Repaglinide è un principio attivo farmaceutico, derivato dell'acido benzoico, che viene utilizzato come farmaco antidiabetico. Appartiene alla classe dei farmaci noti come glinidi o meglitinidi. Repaglinide è venduta in Italia dalla società farmaceutica Novo Nordisk A/S con il nome commerciale di Novonorm nella forma farmaceutica di compresse da 0,5mg, 1mg e 2mg. È inoltre commercializzata da numerose altre società farmaceutiche come medicinale equivalente.

## Storia
Verso la fine del 1983 gli scienziati di una piccola compagnia farmaceutica tedesca con soli 70 dipendenti, la Dr. Karl Thomae GmbH di Biberach an der Riß, nel sud della Germania, inventarono una serie di sostanze precursori della repaglinide. Questa compagnia nel 1990 venne acquistata dall Boehringer Ingelheim. La repaglinide fu successivamente concessa in licenza da Boehringer alla Novo Nordisk, la quale a sua volta nel 1992 presentò una richiesta alla Food and Drug Administration (FDA) per una Investigational New Drug, cioè un permesso per iniziare una sperimentazione farmaceutica.
Novo Nordisk formalizzò la New Drug Application, cioè una proposta formale affinché Food and Drug Administration (FDA) approvasse il nuovo farmaco per la vendita ed il marketing negli Stati Uniti, con il nome commerciale di Prandin, nel luglio 1997. L'approvazione giunse nel dicembre 1997.  Il farmaco è stato il capostipite della classe meglitinidi. Il nome commerciale adottato negli USA, cioè Prandin, fa esplicito riferimento al suo rapido inizio ed alla sua breve durata d'azione. L'effetto del farmaco infatti si concentra nel periodo del pasto e gli antichi romani utilizzavano il termine prandium proprio ad indicare il pasto di mezzogiorno. Nella lingua italiana molti termini, quali ad esempio preprandiale e postprandiale, fanno riferimento al periodo rispettivamente antecedente e seguente il prandium, qui inteso in senso più ampio come pasto.

## Farmacodinamica
Repaglinide riduce con rapidità i livelli di glicemia poiché stimola la secrezione di insulina da parte delle cellule β delle isole pancreatiche, le quali pertanto debbono essere integre ed in numero sufficiente per dare luogo ad una risposta ipoglicemizzante. Repaglinide chiude i canali del Potassio ATP-dipendenti della membrana delle cellule β pancreatiche. In questo modo le cellule beta si depolarizzano ed i canali del calcio si aprono. L'aumentato flusso intracellulare di calcio stimola la secrezione di insulina da parte delle cellule β pancreatiche.
La secrezione insulinica si verifica entro 30 minuti dalla somministrazione per via orale del farmaco e la secrezione appare sufficiente a provocare una riduzione della glicemia per tutto il periodo influenzato dai pasti. L'aumentata concentrazione di insulina in risposta a repaglinide non perdura oltre la durata del pasto.

## Farmacocinetica
Repaglinide dopo somministrazione per via orale viene rapidamente assorbita dal tratto gastrointestinale. La concentrazione plasmatica massima (Cmax) viene raggiunta entro un'ora (Tmax) dall'assunzione. Una volta raggiunto il picco massimo, la concentrazione plasmatica diminuisce rapidamente ed il farmaco viene eliminato entro 6 ore. L'emivita farmacologica è di circa un'ora. Repaglinide si caratterizza per una biodisponibilità media intorno al 60%.
Gli studi clinici hanno evidenziato un'elevata variabilità interindividuale nelle concentrazioni plasmatiche del farmaco, ma dato che la posologia viene aggiustata sulla base della risposta clinica, l'efficacia non è influenzata dalla citata variabilità.
Repaglinide nella specie umana presenta un elevato legame (oltre il 98%) con le proteine plasmatiche.
Il farmaco è quasi completamente metabolizzato a livello epatico ed i metaboliti non sembrano in grado di determinare effetti ipoglicemizzanti.
L'eliminazione della repaglinide e dei suoi metaboliti avviene principalmente per via biliare. Meno dell'8% di una dose somministrata è presente nelle urine, soprattutto come metaboliti.

## Usi clinici
Il farmaco è indicato nei soggetti con diabete mellito di tipo 2 con iperglicemia non controllata in modo soddisfacente dalla dieta, dalla riduzione del peso corporeo e dall'esercizio fisico.
Repaglinide è indicata anche in trattamento d'associazione con metformina in quei soggetti il cui trattamento con la sola metformina non appare sufficiente a controllare l'iperglicemia. Il trattamento dietetico e l'esercizio fisico debbono essere continuati dal paziente.

### Confronti con altri secretagoghi ad azione rapida
Uno studio finanziato da Novo Nordisk, il distributore statunitense di Repaglinide, ha confrontato il loro prodotto con il Nateglinide in uno studio clinico randomizzato, multicentrico di 16 settimane. Lo studio ha concluso che i due farmaci erano simili, ma "la monoterapia con repaglinide era significativamente più efficace della monoterapia con nateglinide nel ridurre i valori di HbA1c e FPG dopo 16 settimane di terapia".

## Effetti collaterali ed indesiderati
Il principale effetto avverso indotto dal composto è l'ipoglicemia. Le reazioni ipoglicemiche sono in gran parte lievi e facilmente trattabili con l'assunzione di zucchero per os. Nei soggetti con reazioni più gravi, che necessitano di assistenza, si può rendere necessaria la somministrazione di glucosio per infusione endovenosa.
In alcuni soggetti sono stati evidenziati disturbi di natura gastrointestinale quali nausea, vomito, dolore addominale, diarrea o stitichezza. relativamente comuni anche le reazioni da ipersensibilità cutanea come eritema, rash cutaneo, prurito, e orticaria.

In rari casi è stato riportato l'aumento delle transaminasi epatiche (AST ed ALT). Nella maggioranza dei casi si trattava di incrementi lievi e transitori, facilmente regredibili con la sospensione della terapia.

## Controindicazioni
Il farmaco è controindicato nei soggetti con ipersensibilità nota alla repaglinide oppure ad uno qualsiasi degli eccipienti utilizzati nella forma farmaceutica. È inoltre controindicato nei soggetti affetti da diabete mellito di tipo 1, in chetoacidosi diabetica, con grave disfunzione epatica, oppure che assumono contemporaneamente gemfibrozil.

## Dosi terapeutiche
Il farmaco deve essere assunto subito prima dei pasti principali, effettuando cioè una somministrazione pre-prandiale. Il dosaggio deve essere individualizzato per ottimizzare il controllo della glicemia. A tal fine è bene che il paziente svolga un attento monitoraggio domiciliare sia della glicemia che della glicosuria. Anche i livelli di emoglobina glicosilata possono dare utili indicazioni al riguardo. Le dosi debbono essere solitamente assunte da 15 a 30 minuti prima del pasto.

## Gravidanza e allattamento
Studi sperimentali effettuati sui ratti nel corso dell'ultimo periodo della gravidanza e durante l'allattamento hanno evidenziato embriotossicità e uno sviluppo anomalo degli arti nei feti e nei neonati allattati.

La Food and Drug Administration ha inserito Repaglinide in classe C per l'uso in gravidanza. In questa classe sono inseriti i farmaci i cui studi riproduttivi sugli animali hanno rilevato effetti dannosi sul feto (teratogenico, letale o altro) oppure quei farmaci per cui non sono disponibili studi controllati sull'uomo e talvolta né sull'uomo né sull'animale.

## Interazioni
- Gemfibrozil: aumentato o prolungato effetto ipoglicemizzante della repaglinide.[10]
- Claritromicina, trimetoprim: aumentato delle concentrazioni plasmatiche e dell'effetto ipoglicemizzante della repaglinide.[11][12]
- Rifampicina: diminuzione dell'area sotto la curva (AUC), delle concentrazioni plasmatiche e dell'effetto ipoglicemizzante di repaglinide.[13][14]
- Antimicotici azolici (itraconazolo, ketoconazolo ed altri): aumentato o prolungato effetto ipoglicemizzante della repaglinide.[15]
- Ciclosporina, inibitori delle monoaminoossidasi, ACE-inibitori: aumentato o prolungato effetto ipoglicemizzante della repaglinide.[10][16][17]
- Levonorgestrel e etinilestradiolo: la co-somministrazione con repaglinide può determinare un aumento dei livelli plasmatici sia di queste molecole che dell'ipoglicemizzante.